# Cappella di San Giacomo d'Orelle
La Cappella di Saint-Jacques d'Orelle è una cappella cattolica parrocchiale gotica situata a Orelle, nel dipartimento francese della Savoia.

## Toponomastica

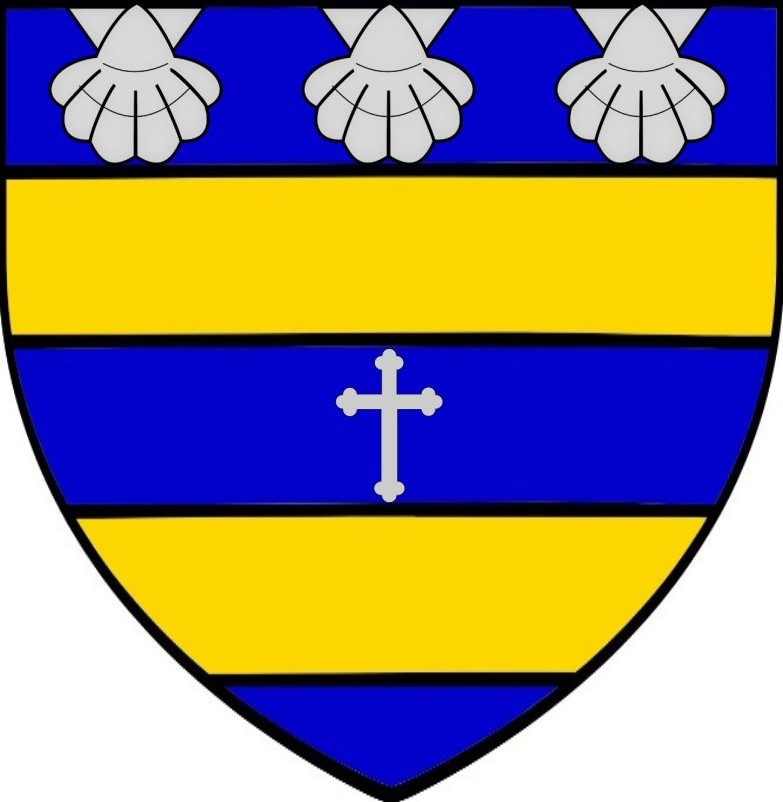
Stemma di Orelle.

La via in cui si trova la cappella è rue Saint-Jacques, così chiamata in omaggio a Giacomo il Maggiore, ma anche a Jacques de Tarentaise, primo leggendario vescovo di Savoia; Orelle appartiene infatti a questa regione.
Anche alcuni edifici intorno alla cappella, come alcuni cottage, portano il nome di Saint-Jacques in riferimento a quello della cappella.

## Posizione
La cappella si trova in una via di Francoz, sobborgo di Orelle, che porta il suo nome, rue Saint-Jacques. È alla fine della strada, al limitare del bosco: 45° 12′ 30″ N, 6° 32′ 43″ E.

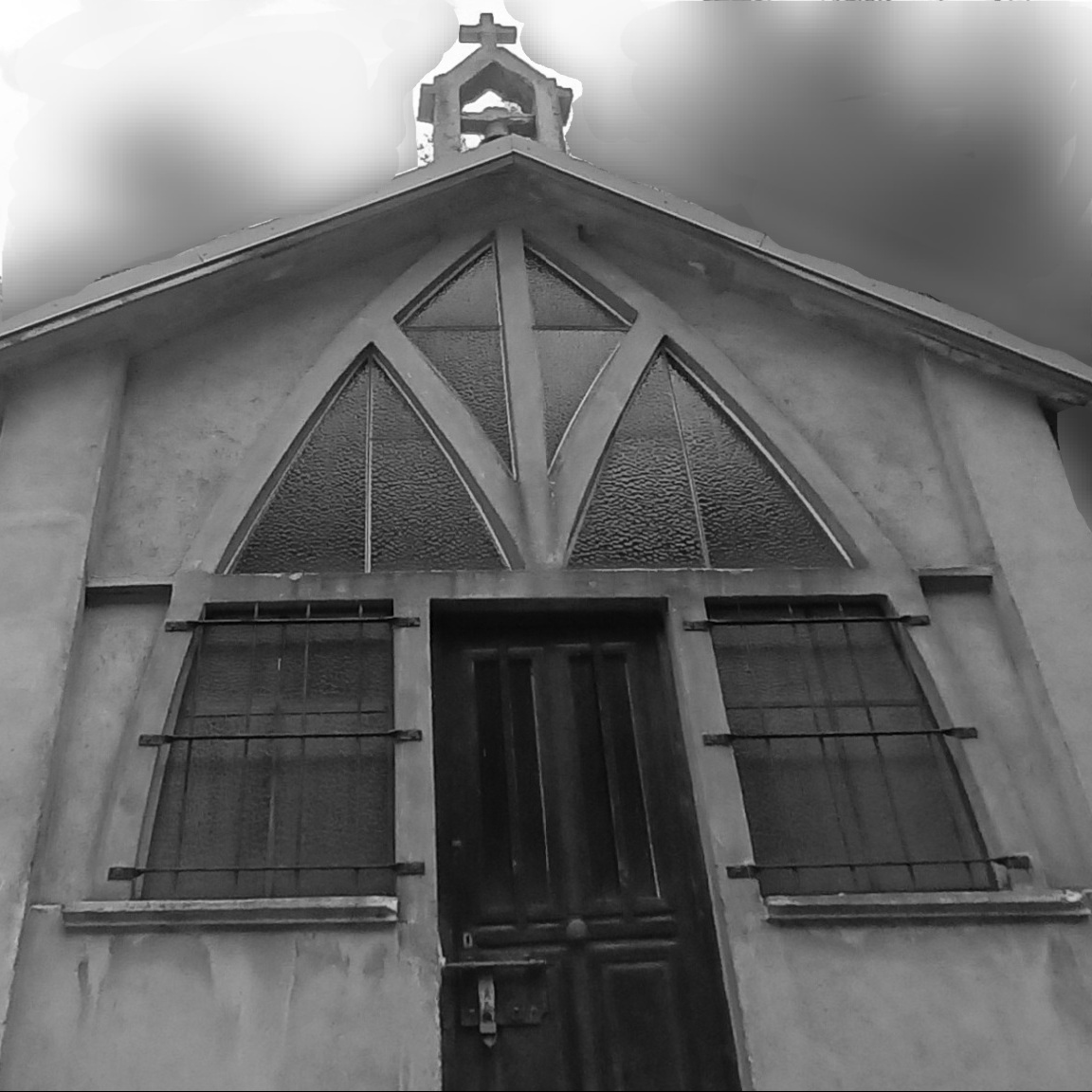
Cappella Saint-Jacques d'Orelle a Francoz nel 1976.
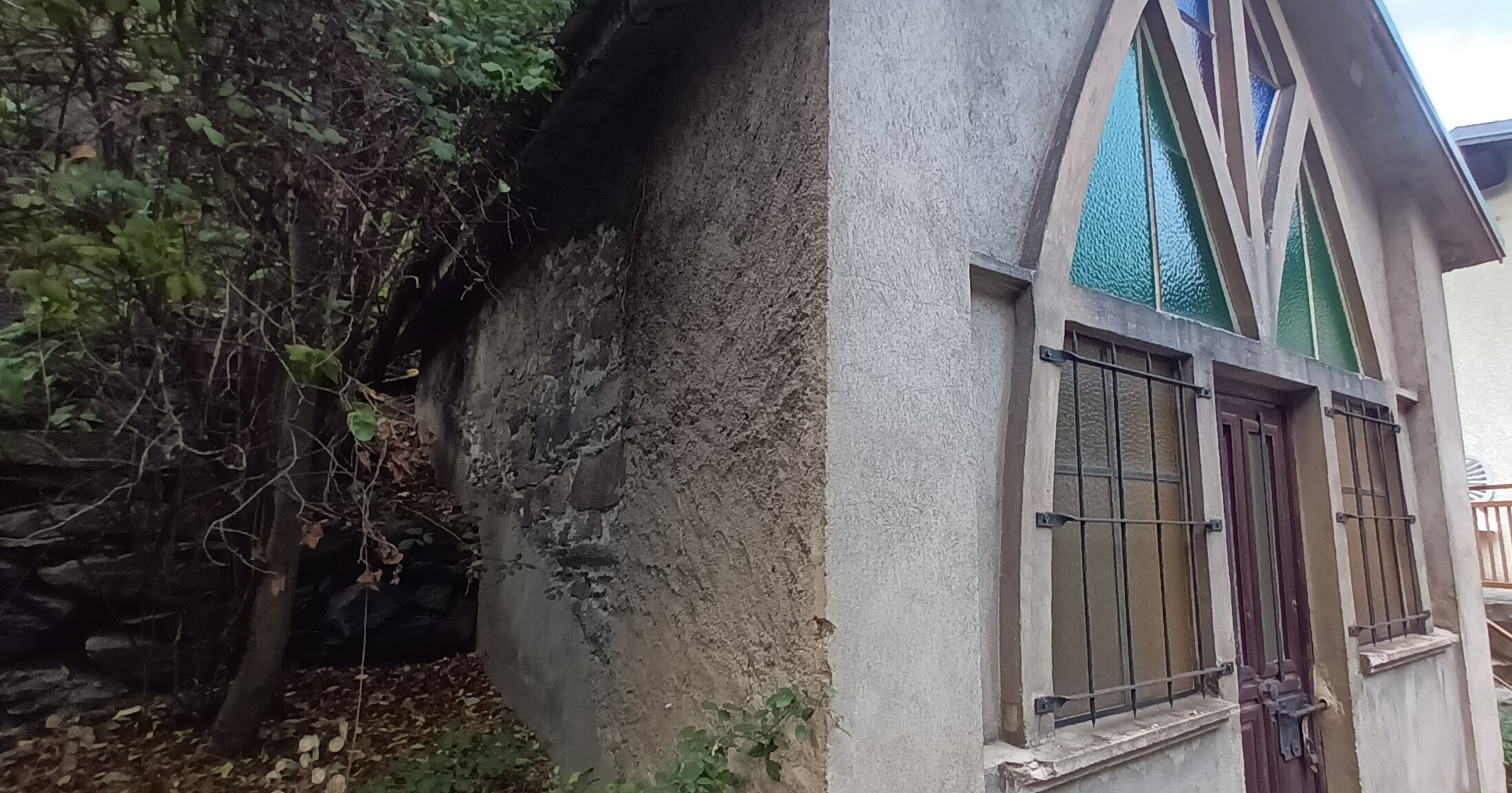
Veduta del lato ovest della cappella.
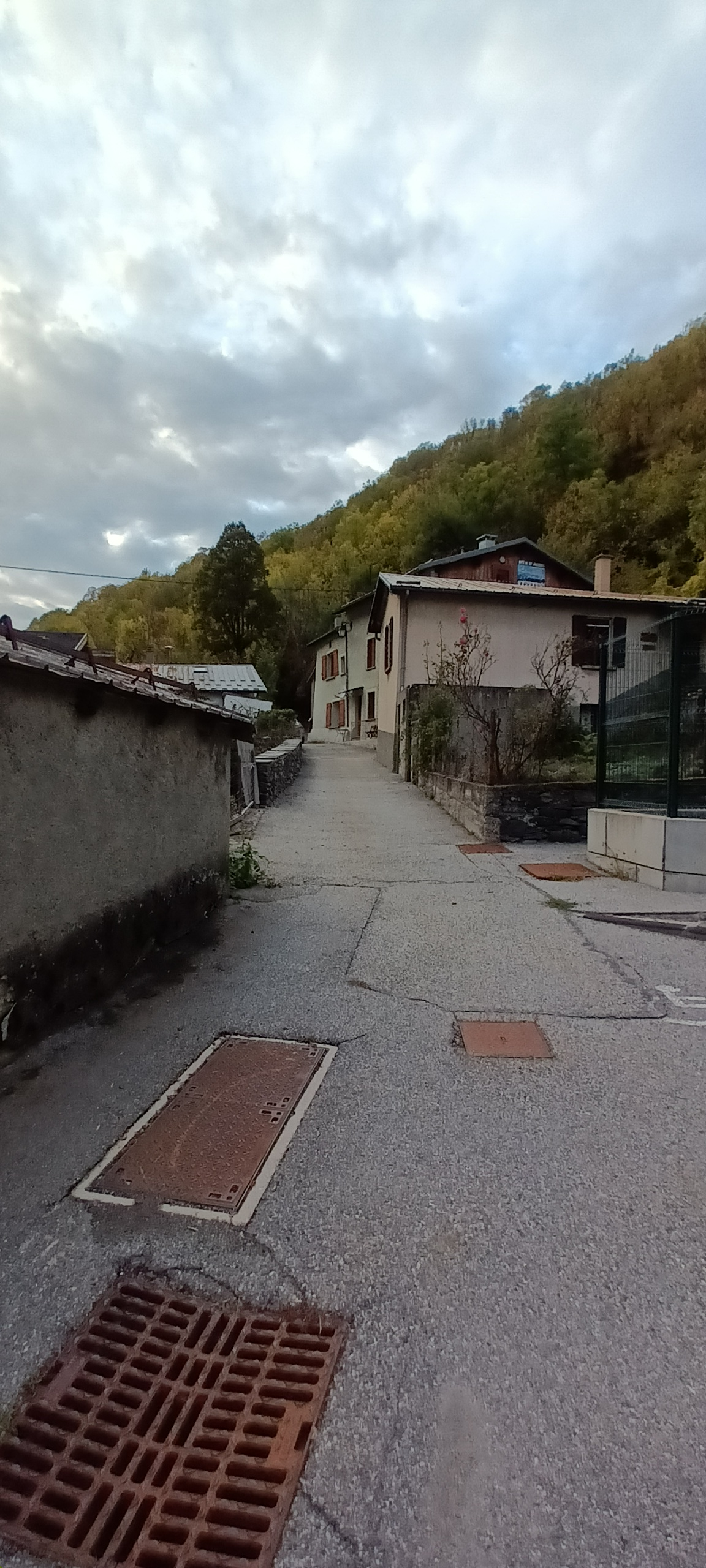
Rue Saint-Jacques a Orelle.

## Storia
La storia della cappella di Saint-Jacques d'Orelle inizia nel 1670, anno in cui il reverendo Urbain Albert, che fu rettore della parrocchia di Saint-Maurice d'Orelle, benedisse l'oratorio di Francoz. L'edificio non esisteva ancora nella sua forma moderna ma era già integrato nella parrocchia.

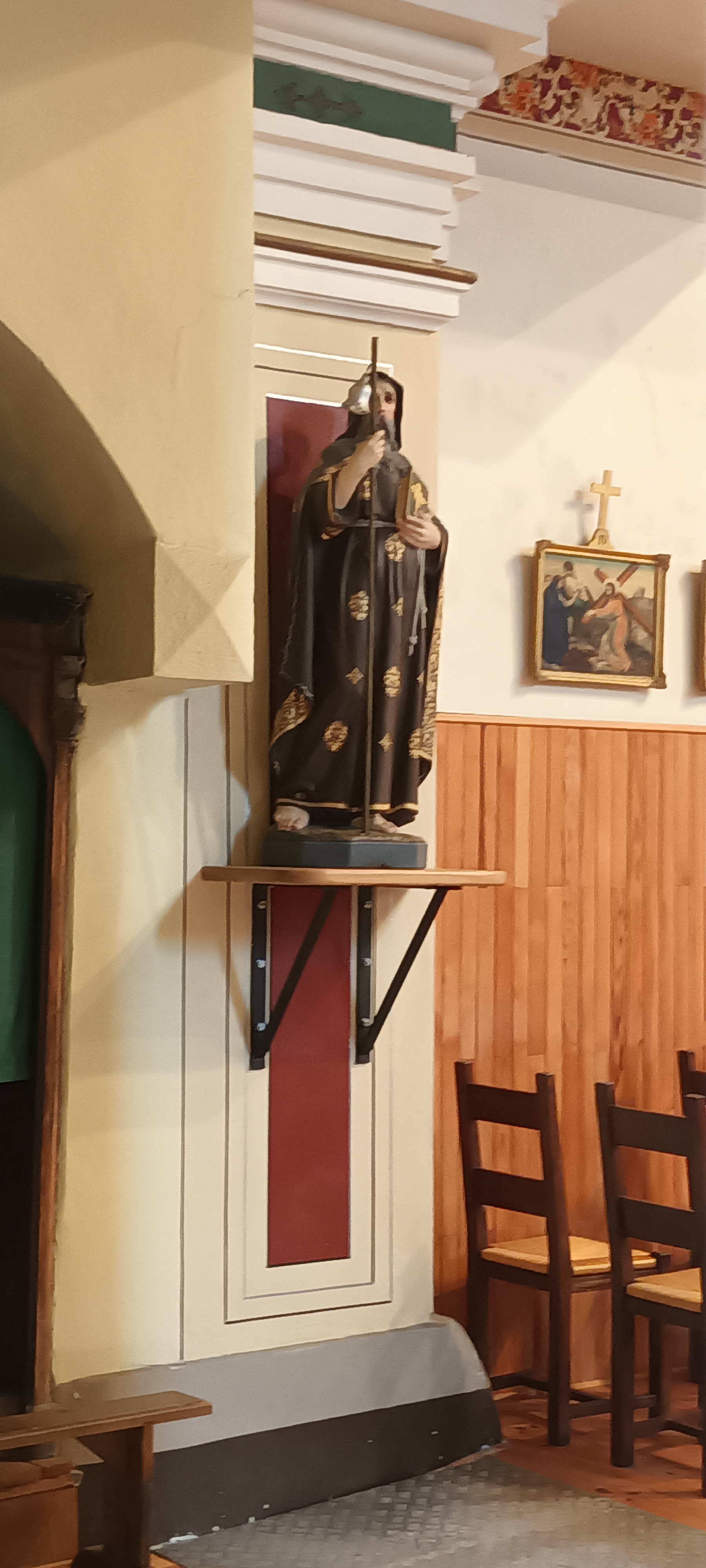
La statua di San Giacomo nella chiesa di Saint-Maurice d'Orelle viene prestata alla cappella durante le messe.

Nel 1730 l'oratorio di Francoz fu ampliato per costruire una cappella. Il tetto dell'edificio fu realizzato con travi di larice europeo e queste furono ricoperte di lose, pietre emblematiche del paese che ne possiede numerose cave.
Nella primavera del 1940 il gelo indebolì la rupe sopra la frazione di La Fusine, facendo precipitare un masso a monte di Francoz. Raggiunta la cappella di Saint-Jacques d'Orelle, la roccia ruppe la trave principale della volta, schiacciò la pala d'altare (costituita da due colonne tortili che furono sbriciolate; il tutto formava l'oratorio di Francoz) e danneggiò il dipinto all'interno. La parrocchia di Orelle si mise quindi a riparare i danni, ma la cappella in piena seconda guerra mondiale non aveva entrate e il preventivo era caro.
La cappella fu comunque ampliata sul lato sud e il tetto fu rivestito di cemento armato. L'impianto elettrochimico di Prémont fornì alla parrocchia materiali da costruzione difficili da reperire in tempo di guerra, e lo stabilimento Renault di Saint-Michel-de-Maurienne offrì 700 kg di tondini per rinforzare la soletta. Le famiglie di Francoz elargirono molte donazioni, e il 25 luglio 1940, durante la festa di San Giacomo, la cappella accolse i fedeli per la messa celebrata dal parroco di Orelle, padre Charles Sambuis.

## Struttura

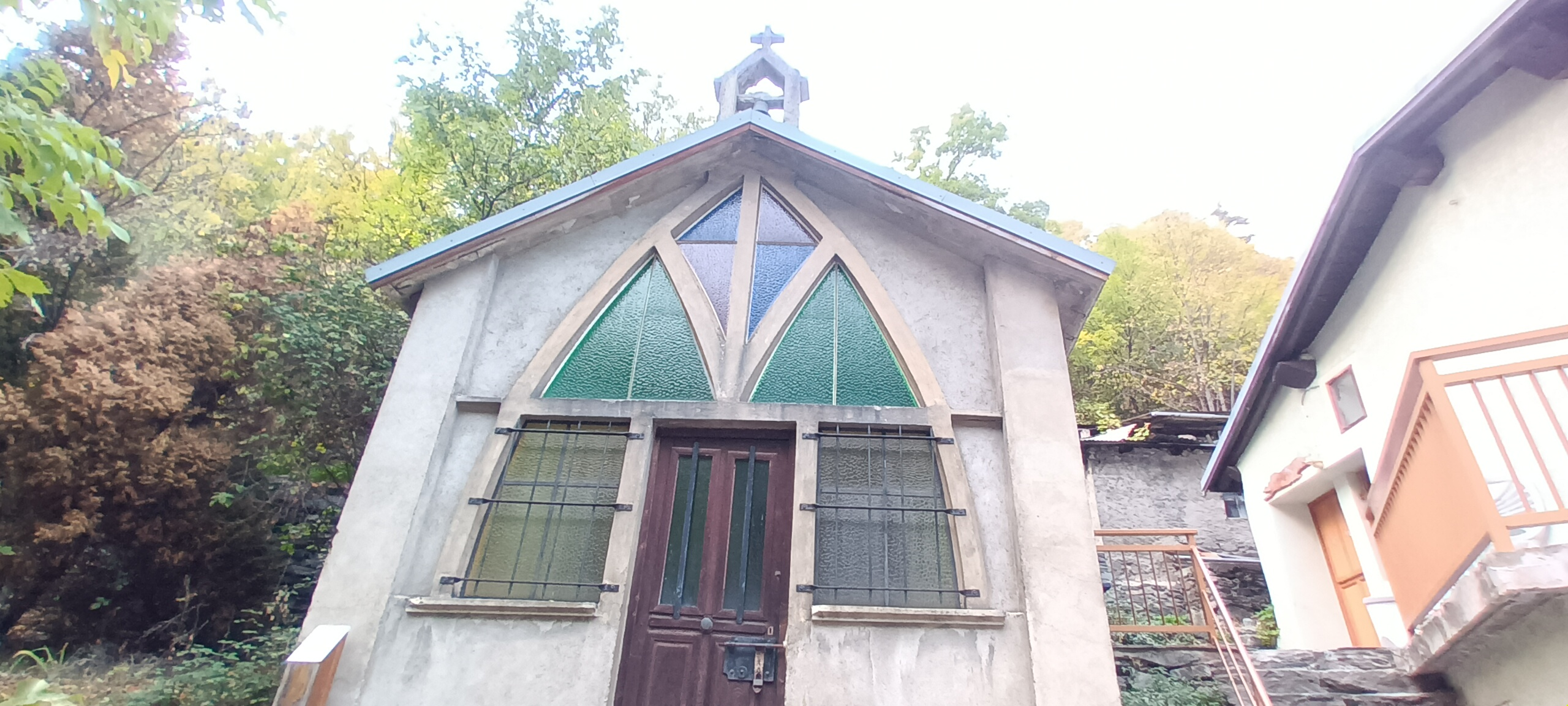
Cappella nel 2022.

La cappella barocca è alta 5 m, larga 5 e lunga 10. La porta di legno è dominata da vetrate grigie sui lati, verdi e blu vicino al tetto: la forma di queste vetrate nell'insieme ricorda la conchiglia di Santiago; tale architettura è legata al nome del santo ma anche allo stemma del paese che presenta sei conchiglie.
Un dipinto raffigurante San Giacomo è esposto in fondo alla cappella, mentre una statua del Diavolo, proveniente dalla cappella di San Bernardo a Menthon de la Bronsonnière, è collocata sull'altare.

## Funzioni
Tutte le estati nella cappella si celebra una messa. L'edificio è visitabile esternamente tutto l'anno.

La festa di san Giacomo è il 25 luglio.

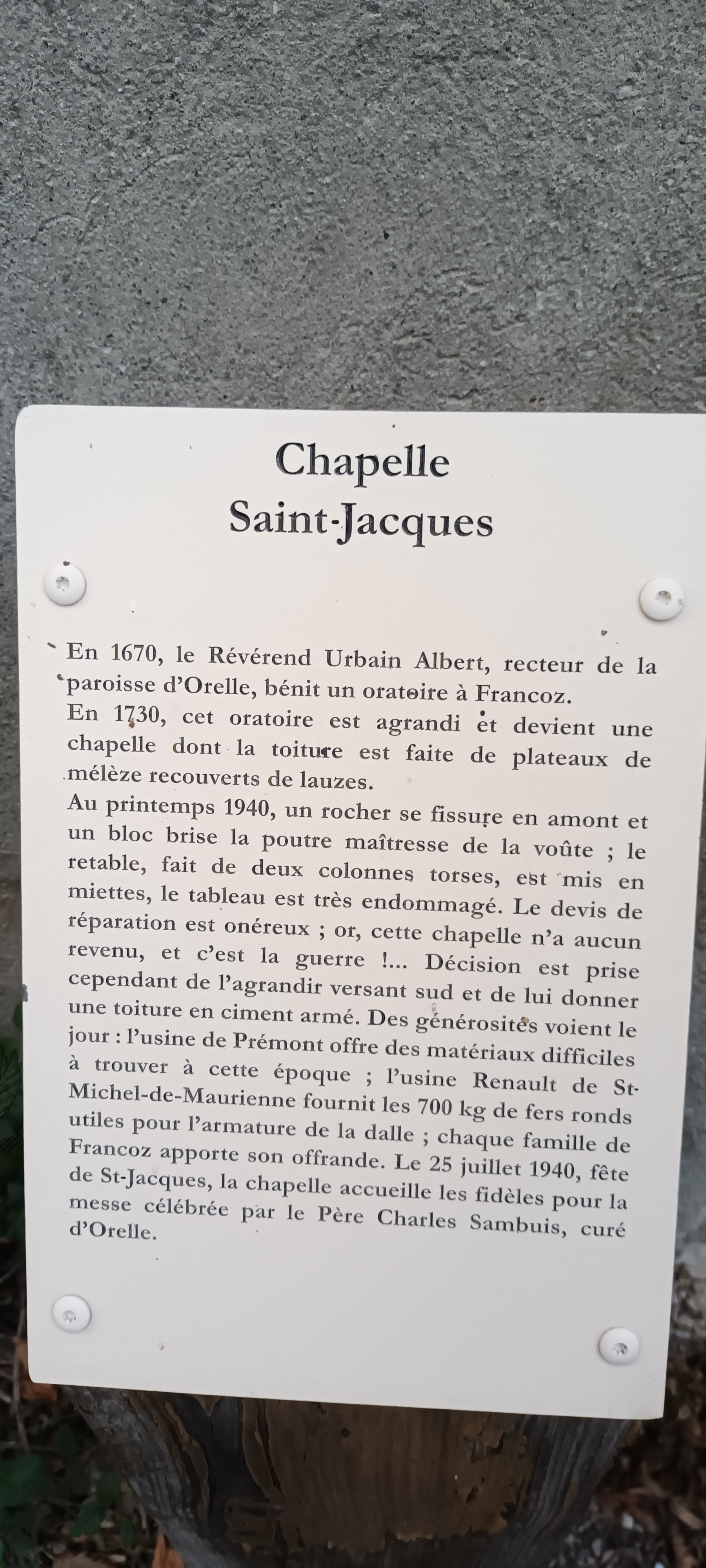
Targa municipale storica della cappella.
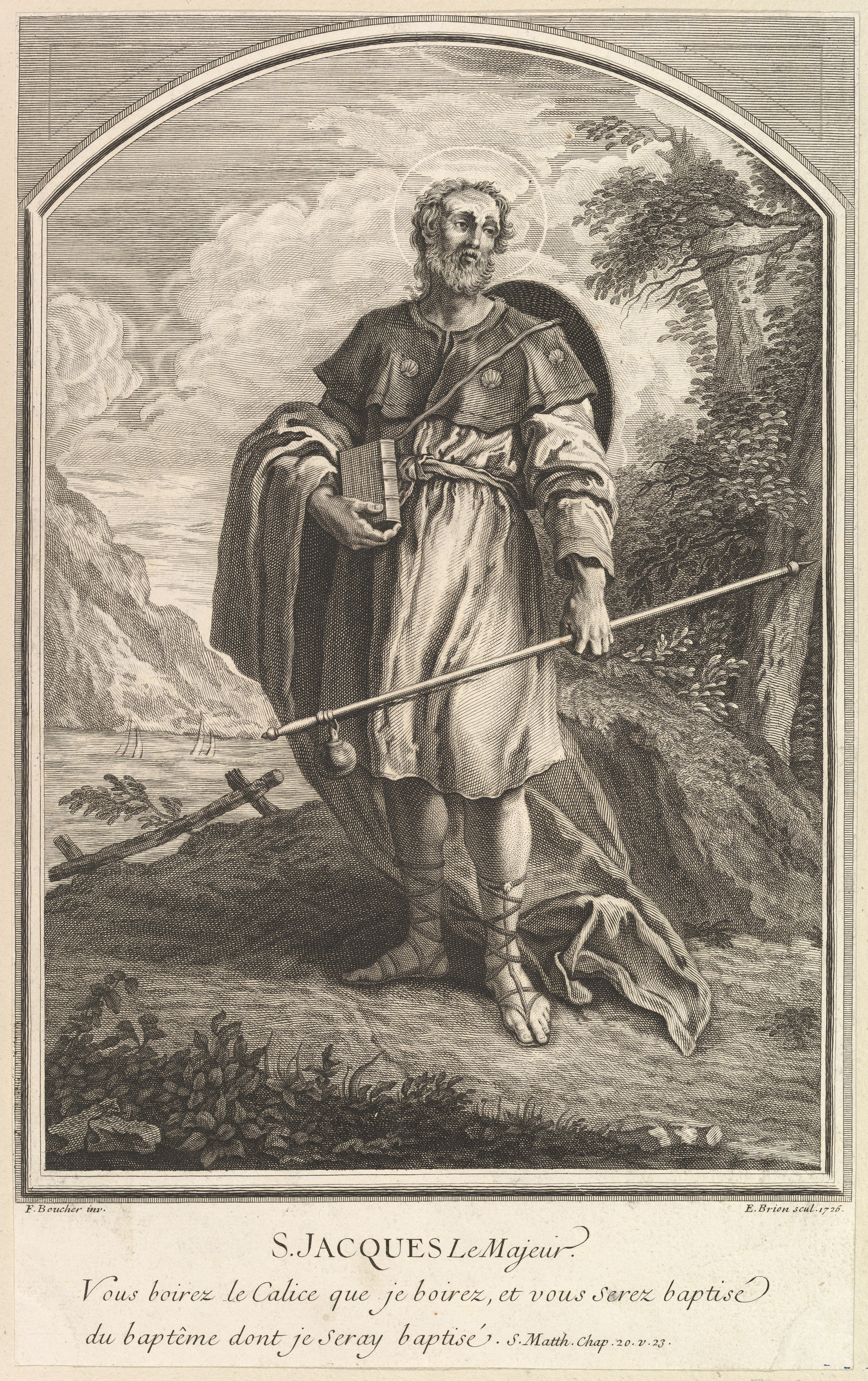
Ritratto di San Giacomo il Maggiore.
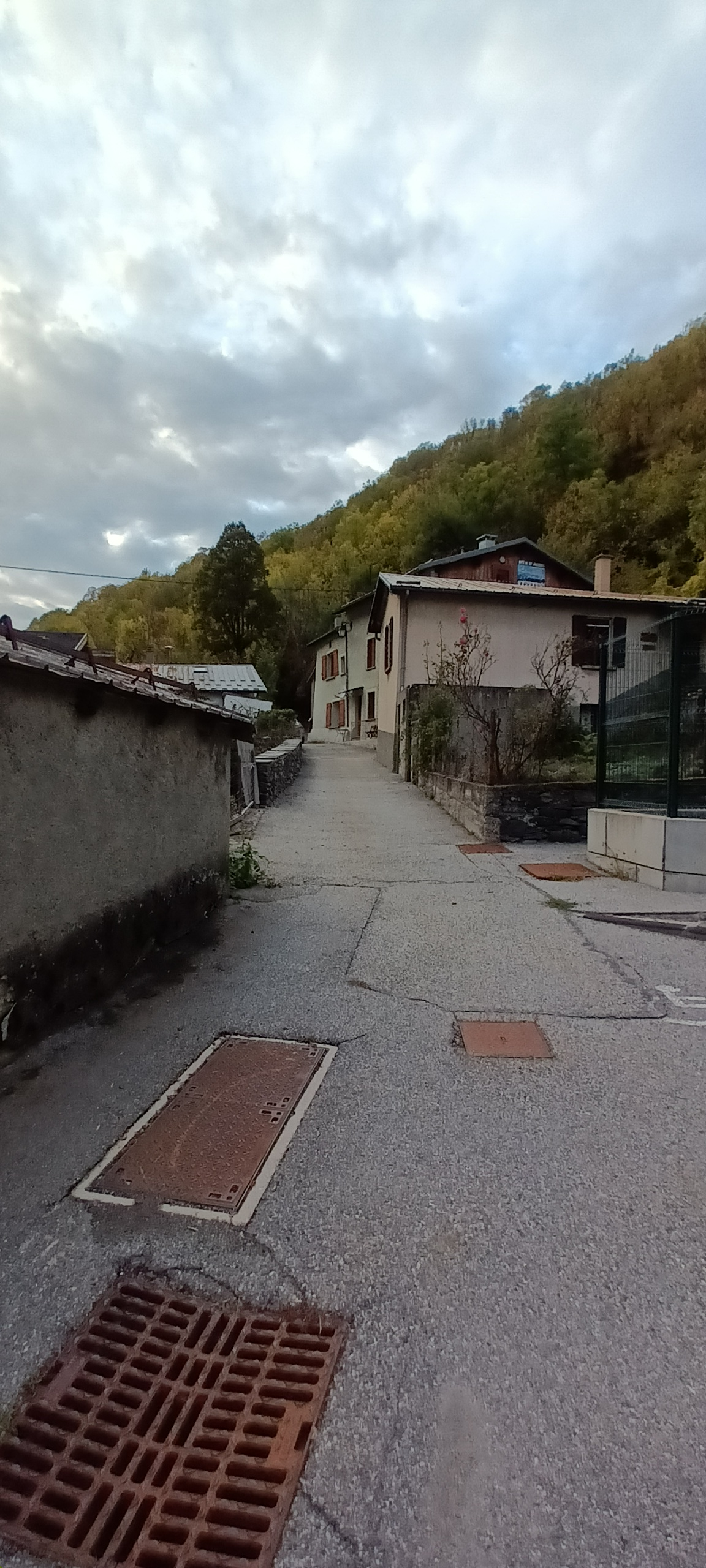
Rue Saint-Jacques a Orelle (Francoz).